# Font de la Roca (Sobremunt)
La font de la Roca és una font d'aigua natural situada al centre del poble de Sobremunt (Lluçanès), davant de la masia La Roca. S'hi accedeix a través d'unes escales que davallen uns metres fins a la font, situada en una zona enclotada on neix el rec del gorg dels Cans. A pocs metres de la font hi ha un safareig rectangular, on antigament s'hi anava a rentar la roba.
La font està formada per un mur de maçoneria de pedra adossat a un cingle rocós, a la part inferior del qual es troba una aixeta metàl·lica i una petita obertura tancada amb porta metàl·lica a la dreta. Sobre l'aixeta hi ha una placa ceràmica amb la inscripció 'font de la Roca'. La font és considerada com a 'no potable' per superar intermitentment el límit tolerable de 50 mg/l de nitrats establert per l'Organització Mundial de la Salut.